# Microperoryctes papuensis
Espèce
Synonymes
- Peroryctes papuensis Laurie, 1952 - protonyme[2]

Statut de conservation UICN

 LC  : Préoccupation mineure
Microperoryctes papuensis est une espèce de mammifères marsupiaux de la famille des Peramelidae.

## Distribution
Microperoryctes papuensis est endémique de Papouasie-Nouvelle-Guinée.

## Étymologie
Son nom spécifique, composé de papu[a] et du suffixe latin -ensis, « qui vit dans, qui habite », lui a été donné en référence au lieu de sa découverte, la Papouasie.

## Publication originale
(en) Eleanor Mary Ord Laurie, « Mammals collected by Mr. Shaw Mayer in New Guinea, 1932-1949 », Bulletin of the British Museum (Natural History), Londres, vol. 1, no 10,‎ 1952, p. 269-318 (lire en ligne, consulté le 19 mars 2019). 